# Modlinek (województwo pomorskie)
Modlinek (kaszb. Mùdelsczi Sztrąd, niem. Muddel Strand) – wieś w Polsce położona na Wybrzeżu Słowińskim w województwie pomorskim, w powiecie słupskim, w gminie Ustka. 
Osada wchodzi w skład sołectwa Lędowo.
W latach 1975–1998 miejscowość administracyjnie należała do województwa słupskiego.

## Nazwa
Współczesna nazwa miejscowości jest częściową kalką relacyjną, derywowaną od nazwy sąsiedniej kolonii osadniczej Modła przez dodanie formantu dzierżawczo-zdrabniającego -in-ek. Nazwa niemiecka, pierwszy raz wzmiankowana w 1780, to złożenie nazwy własnej Muddel („Modła”) z rzeczownikiem pospolitym Strand („wybrzeże, plaża”) i pierwotnie odnosiła się zarówno do wsi, jak i do położonych na zachód od niej moczarów.
Rada Języka Kaszubskiego proponuje opartą na polskiej kaszubską formę nazwy Mòdlink.